# Kvestor (vysoká škola)
Kvestor je vysokoškolský akademický správní úředník, který řídí hospodaření a vnitřní správu vysoké školy a vystupuje jejím jménem dle pravomocí daných rektorem a vnitřními předpisy školy. Jmenuje a odvolává ho rektor vysoké školy. Na fakultě plní stejnou (resp. tedy obdobnou) funkci tajemník fakulty, který je podřízen děkanovi.
Quaestorem byl ve starém Římě označován správce státní pokladny.

## Historie
V Československu do roku 1956 tuto funkci zastával tajemník rektorátu, zákonem 46/1956 Sb. byla tato funkce přejmenována na kvestora, kterého jmenoval ministr školství a kultury. Zákonem 172/1990 Sb. se stal úřad kvestora podřízen rektorovi.